# Histoire de l'histoire naturelle
Pour un article plus général, voir Histoire naturelle.
L'histoire de l'histoire naturelle brosse un tableau de l'évolution de la conception du monde et de la nature par les hommes de science. Le terme histoire naturelle recouvre plusieurs disciplines actuelles: la biologie, la géologie, la zoologie, la botanique, la médecine mais aussi la paléontologie, l'astronomie, la physique et la chimie. De l'Antiquité à la Renaissance, tous les domaines de l'histoire naturelle étaient confondus sous l'appellation de Scala naturæ (ou grande chaîne de la vie). La Naturphilosophie (ou philosophie de la nature) et la théologie naturelle se sont étendues aux bases conceptuelles de la vie animale et végétale en s'efforçant de répondre à la question de l'existence des organismes et en tentant d'en expliquer le fonctionnement.

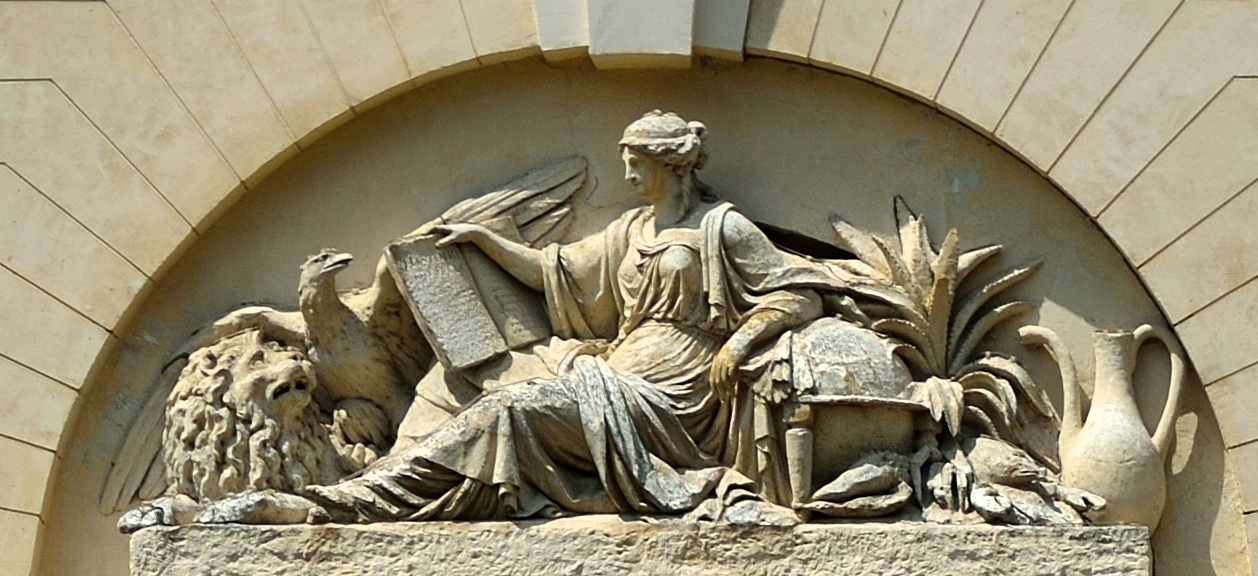
Bas-relief allégorique de l'Histoire naturelle sur le tympan de l'amphithéâtre Verniquet du Muséum national d'histoire naturelle, au jardin des plantes de Paris, érigé en 1788 sur instructions de Buffon.

## Définitions de l’histoire naturelle
« On appelle histoire naturelle la connaissance des choses, qui sont produites dans l’Univers, et que les hommes peuvent découvrir par les sens. Entre toutes les sciences qui ont été cultivées par l’industrie des hommes celle-ci a toujours passé avec raison pour une des principales. »
C’est la définition qu’en donne Herman Boerhaave (1668-1738) dans la préface du Botanicon Parisiense de Sébastien Vaillant (1669-1722).
Dans leur plaidoyer pour la nature publié en 2017, les membres du Comité d’histoire naturelle du Muséum déclarent :
« L’histoire naturelle, source de connaissances, observe et compare toutes les composantes du monde minéral, végétal et animal, ainsi que la diversité humaine dans ses dimensions biologiques et sociales. Elle a pour rôle d’identifier et de conserver tous les objets de référence constituant le grand « dictionnaire de la nature ». Elle est désormais impliquée dans l'étude de tous les niveaux d'organisation de la matière, de la Terre aux corps célestes, des minéraux aux roches, des génomes aux cellules, des organismes aux écosystèmes. Elle utilise à cette fin les techniques les plus avancées et les plus performantes. »,

## Préhistoire
L'histoire naturelle débute peut-être avec les premières collections de fossiles réalisées par les Hommes de Néandertal au Paléolithique moyen. L'art pariétal du Paléolithique supérieur traduit dès ses premières expressions, comme à la grotte Chauvet (31 000 ans avant le présent), un sens aigu de l'observation de l'anatomie des espèces animales. Il se manifestera à travers certaines œuvres plus récentes comme celles de Lascaux (Solutréen ?) ou d'Altamira (Magdalénien) entre 20 000 et 12 000 ans avant le présent.
La connaissance de la nature se développe également en fonction de ses applications dans la vie quotidienne (en particulier pour l'alimentation et les soins), notamment par l'accumulation d'un savoir sur les plantes qui conviennent à l'alimentation ou à la pharmacopée ou présentent des risques de toxicité, puis avec l'invention de l'agriculture, la domestication des premiers animaux et l'apparition de la médecine.

## Autres cultures scientifiques
Chine, Amérique latine et andine, peuples dits premiers, etc.
- Les débuts de l'ornithologie ne peuvent être datés avec précision mais des textes parmi les plus anciens citent certains aspects du comportement des oiseaux. C'est notamment le cas du Yi King chinois (grand classique déjà considéré comme extrêmement ancien à l'époque de Confucius au VIe siècle av. J.-C.) qui évoque les faucons[6] et les oies[7] et des Chants védiques indiens (dont certaines parties pourraient remonter au XIXe siècle av. J.-C. voire au-delà) qui mentionnent le parasitisme du coucou.

- Par leurs connaissances en matière de plantes et d'agriculture intensive, les Papous sont parvenus à faire subsister la société densément peuplée des hautes terres de Nouvelle-Guinée pendant des millénaires sans en détruire l'environnement ni provoquer de déforestation irrémédiable. Pour y parvenir, ils ont notamment développé des techniques élaborées en matière de paillis, d'irrigation, de rotation des cultures et de sylviculture[8].

- Les Incas avaient aussi une bonne connaissance des plantes. À Moray, dans l'actuel Pérou, on a retrouvé des terrasses artificielles disposées en cercle concentriques, conçues pour donner à chaque niveau une température particulière et vraisemblablement utilisées pour étudier l'effet des variations climatiques sur les céréales, tubercules et autres plantes servant à l'alimentation. Les études entreprises à Moray auraient permis aux incas de prévoir les rendements agricoles, ainsi que de croiser et d'améliorer de nombreuses espèces de plantes.

- Shen Kuo (1031–1095) fut un érudit et scientifique chinois qui s'intéressa notamment aux fossiles, utilisant ses observations en la matière pour justifier une théorie géologique de la formation des continents.

- Li Shizhen (1518-1593) fut un médecin, herboriste et naturaliste chinois notamment connu comme l'auteur du Grand Traité de Matière Médicale, une vaste encyclopédie médicale illustrée comportant la description de 1094 espèces de plantes, de 444 espèces animales et de 275 minéraux.

## Antiquité occidentale
L'approche scientifique de la nature fait son apparition avec le philosophe grec Aristote (384 av. J.-C.-322 av. J.-C.) qui consacre de nombreux traités au monde animal, notamment Parties des Animaux où il aborde la question de la classification des animaux par genre et par espèce. Après Aristote, d'autres travaux scientifiques deviennent possibles dans les domaines qui relèvent de l'histoire naturelle.
- Théophraste (v.372 av. J.-C.–Av.287 av. J.-C.) : philosophe grec et grand spécialiste des plantes. Il est le premier à faire de la botanique une discipline à part entière. Son Histoire des plantes traite de la morphologie et de la classification des végétaux. Un autre de ses ouvrages, Causes des plantes, aborde des questions de physiologie végétale, comme la croissance et la reproduction.

- Lucrèce (v.98 av. J.-C.-v.55 av. J.-C.) : poète et philosophe romain qui aborde les prémices de la notion d'évolution du vivant, dans son poème philosophique De rerum natura, en touchant à l'idée de sélection dans l'œuvre de la nature par des allusions à la compétition entre animaux et à la survivance du plus apte.

- Pline l'Ancien (23-79) : naturaliste romain dont L'Histoire naturelle marque les véritables débuts de la discipline du même nom. Cet ouvrage, monumentale encyclopédie en 37 volumes, est longtemps restée la référence en matière de connaissances scientifiques et techniques. Pline y a compilé le savoir de son époque sur des sujets aussi variés que les sciences naturelles, l'astronomie, l'anthropologie, la psychologie ou la métallurgie.

- Dioscoride (v. 40-v. 90) : médecin grec dont le De materia medica décrit les propriétés de nombreuses plantes médicinales, mais également quelques préparations à partir de composés animaux et minéraux.

- Le Physiologos est un bestiaire grec remontant probablement au IIe siècle. Il traite des propriétés des bêtes, des oiseaux, des plantes et des pierres.

- Élien (v. 175-v. 235) : orateur et naturaliste romain de langue grecque. Les 17 livres de ses Caractéristiques des animaux (Περὶ Ζῴων Ἰδιότητος / Perì Zôiôn Idiótêtos) compilent des anecdotes sur 70 espèces de mammifères, 109 espèces d’oiseaux, une cinquantaine de reptiles et environ 130 poissons.

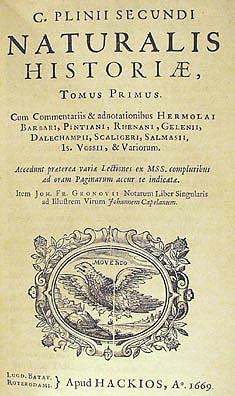
Frontispice de L'Histoire naturelle (Naturalis Historiae), édition de 1669
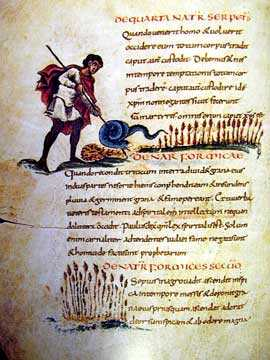
Folio 12v du Physiologos de Berne
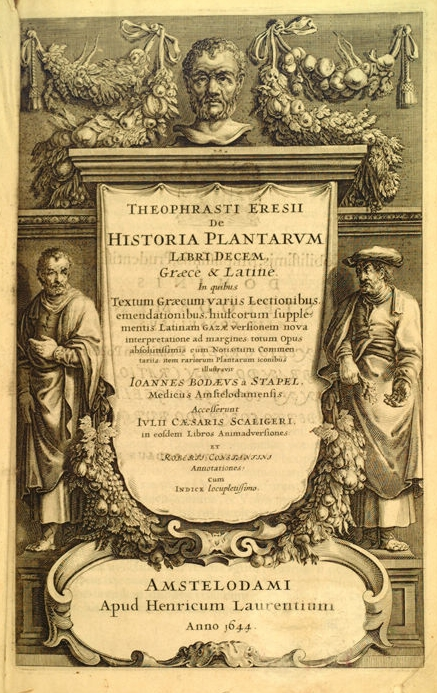
Frontispice d'une édition de 1644 de l'Histoire des plantes (Historia plantarum)

## Moyen Âge
Le XIIe siècle voit la redécouverte d'Aristote et de ses traités consacrés aux animaux, notamment par le biais des commentaires du philosophe arabe Averroès (1126-1198) et des traductions du philosophe scolastisque Michael Scot (v. 1175-v. 1236). Ce sera le point de départ d'un regain d'intérêt pour le monde animal.
- Abu Muhammad Ibn al-Baitar (v. 1190-1248) est un médecin et botaniste arabe qui a consacré plusieurs ouvrages aux connaissances pharmaceutiques de son temps. Il a notamment décrit les propriétés de plus de 1400 espèces de plantes.

- Vincent de Beauvais (v. 1190-v. 1267) est l'auteur du Speculum Naturale ou Miroir de la nature dans lequel il résume les connaissances de ses contemporains en histoire naturelle.

- Frédéric II du Saint-Empire (1194-1250) rédige un manuel de fauconnerie et d'ornithologie illustré, le De arte venandi cum avibus, dans lequel il décrit plus de 900 espèces d'oiseaux. Il consigne de très précises observations sur le comportement des oiseaux, très en avance sur son temps. Il n'hésite à critiquer Aristote auquel il reproche de n'avoir qu'une connaissance théorique des oiseaux[9].

- Albert le Grand (v. 1200-1280) est l'auteur de vastes traités d'histoire naturelle, non seulement le De animalibus, consacré à la faune, mais aussi De vegetabilis et plantis consacré à la flore et De mineralibus consacré aux minéraux. Cet auteur a donné une importance particulière à la reproduction et la sexualité des plantes et des animaux. Comme Roger Bacon (1214-1294), son contemporain, Albert le Grand a intensivement étudié la nature, en utilisant de manière poussée la méthode expérimentale. En termes d'étude de la botanique, ses œuvres sont comparables en importance à celles de Théophraste.

- Thomas de Cantimpré (1201-1272), dont le De Naturis Rerum est une compilation du savoir de l'époque en histoire naturelle.

- Konrad von Megenberg (1309-1374), dont l'ouvrage le plus connu, Das Buch der Natur, est le premier texte sur l'histoire naturelle rédigé en langue allemande[10].

## Renaissance
L'un des facteurs les plus importants dans la diffusion et les progrès de la science au XVe siècle est la mise au point de l'imprimerie par Gutenberg vers 1450. La première impression d'un livre consacré à l'histoire naturelle remonte au moins à 1475. Elle concerne une version illustrée du Buch der Natur rédigé par Konrad von Megenberg au siècle précédent.

### La naissance de la botanique
Otto Brunfels (v. 1488-1534), que Carl von Linné surnomme le père de la botanique, fait paraître en 1530 et 1536 son Herbarum vivae icones. Dans cet ouvrage, illustré de très bonnes gravures sur bois, Brunfels décrit toutes les plantes qu'il connaît. Il commence ses descriptions de la liste de nom de la place en différentes langues, suivi de citations d'auteurs anciens. Il finit par donner son propre jugement sur la plante et sur ses pouvoirs, l'ouvrage ayant, que tous les livres de botanique de l'époque, une vocation thérapeutique. L'organisation de son livre est très proche de celui de Conrad Gessner (1516-1565) sur les animaux. Fuchs n'adopte pourtant aucun système de classification et il commence par le plantain « parce qu'il est commun et parce plus que n'importe quelle autre plante il porte le témoignage de l'omnipotence divine ».
Leonhart Fuchs (1501-1566) fait paraître, en 1542, son important ouvrage Historia Stirpium où il décrit plus de 400 espèces. Ses superbes illustrations seront très souvent reprises par la suite. Il décrit chaque plante suivant un schéma prédéfini : il évoque sa forme, puis son habitant, sa saisonnalité (à quelle époque la plante doit être cueillie), son tempérament, ses pouvoirs. Les espèces présentées le sont suivant un strict ordre alphabétique. Il décrit des plantes décoratives qui n'ont aucun usage thérapeutique.
En Angleterre, William Turner (1508-1568) et John Gerard (1545-1612) ont écrit aussi des ouvrages sur la botanique. Également les Français Jacques Daléchamps (1513-1588) et Mathias de l'Obel (1538-1616) ont apporté leur contribution à l'apparition d'ouvrages sur la botanique.
Andrea Cesalpino (1519-1603) peut être considéré comme celui qui fait de la botanique une science autonome. Cesalpino manifeste des intérêts variés et étudie, outre la botanique, l'anatomie, la minéralogie et la métallurgie. Il suit parfaitement le modèle Aristotélicien dans son ouvrage principal De Plantis. Il rompt avec la tradition des herbalistes comme Brunfels. Il analyse ainsi comparativement les formes anatomique, il fournit les définitions de ses concepts. Il s'interroge sur la différence entre les plantes et les animaux : il établit des comparaisons entre les organes de nutrition des plantes (les racines) et des animaux (l'estomac et les intestins). Le système de Cesalpino est le premier à être véritablement basé sur l'étude comparative des formes anatomiques.
Prospero Alpini (1553-1617) démontre en 1592 que le palmier a besoin de pollen pour être fertilisé.
Gaspard Bauhin (1560-1624) réalise, avec son Prodromus et son Pinax theatri botanici, la première tentative de compilation critique des connaissances botaniques. Sans relation avec le système de Cesalpino, il suit plutôt la tradition de Fuchs. Il rassemble les plantes en fonction de leurs affinités : il ne donne ni les caractéristiques de ces groupes ni ne les nomme. Seules les plantes individuelles sont décrites par des diagnoses brèves et concises.
- Pierandrea Mattioli (1501-1577) décrit toutes les plantes qu'il connaît dans son chef-d'œuvre botanique Commentarii, in Libros Sex Pedacii Dioscoridis Anazarbei, de Medica Materia qui paraît pour la première en 1544 orné de 500 gravures.

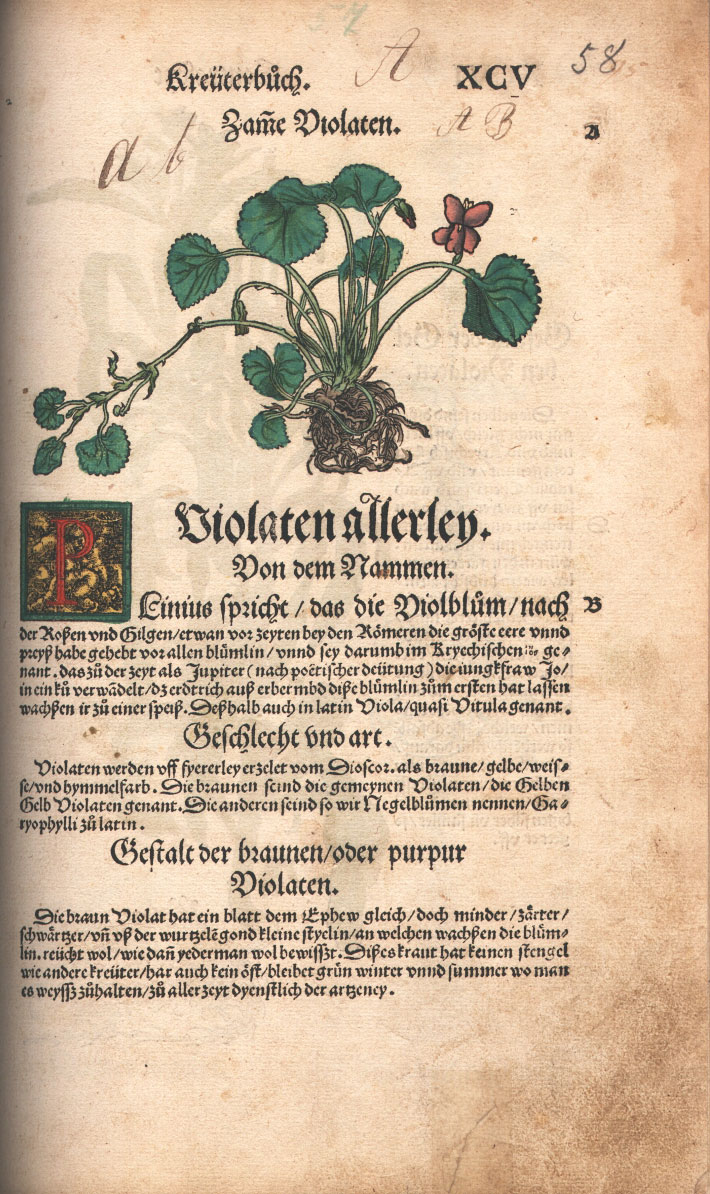
Page tirée du Contrafayt Kreüterbuch d'Otto Brunfels.
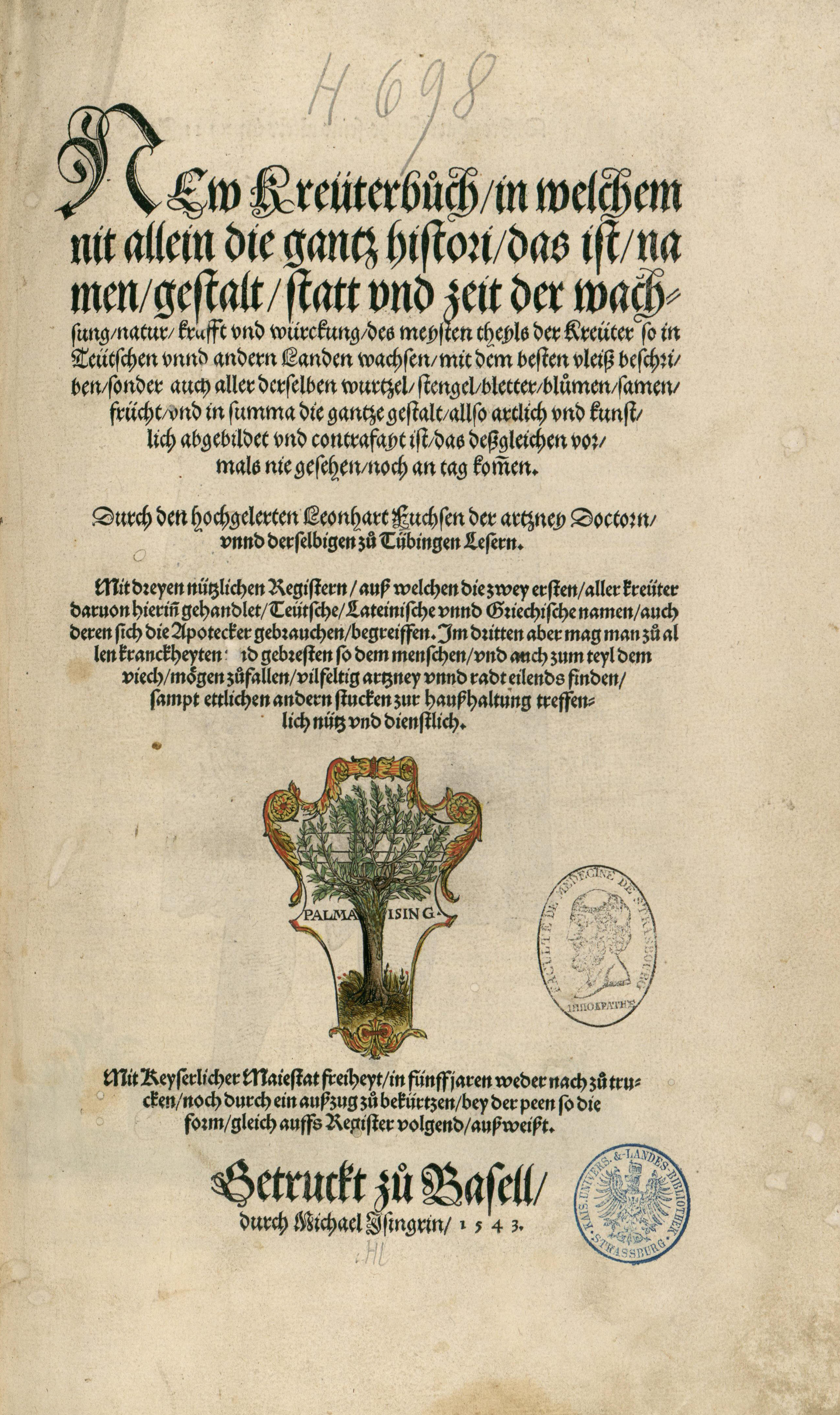
Frontispice du Kreüterbuch de Leonhart Fuchs.
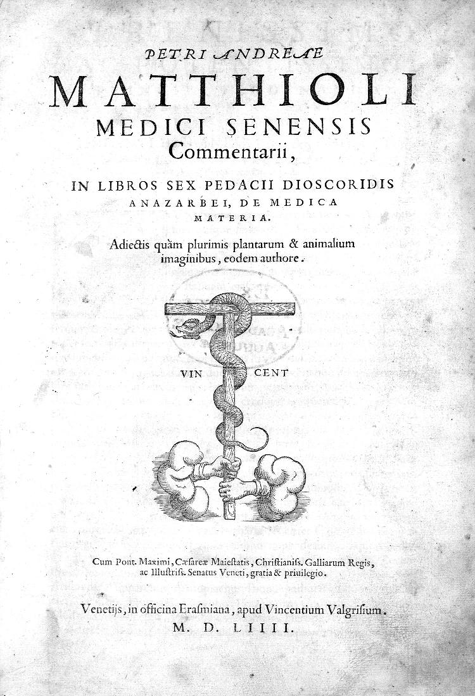
Page de titre de Commentarii, In Libros Sex Pedacii Dioscoridis Anazarbei de Pierandrea Mattioli.

#### Jardins botaniques
Les premiers jardins botaniques voient le jour en Italie. Il s'agit d'abord de jardin de simples (hortus sanitatis) visant à cultiver des plantes utiles en pharmacie. Associés le plus souvent avec des universités, ces jardins servent également de lieu de formation. Le jardin botanique de Pise est créé en 1544, puis celui de Padoue, en 1545, de Florence, en 1554, de Bologne, en 1568, de Leyde, en 1587, de Montpellier, en 1593 par Pierre Richer de Belleval, et de Paris, en 1635. Peu à peu, la culture s'étend aux espèces dénuées de vertus thérapeutiques, transformant ainsi ces jardins en véritables jardins botaniques (hortus botanicus).

#### Herbier
Luca Ghini (1490-1566) est considéré comme l'inventeur de l'herbier.

### Les premiers zoologistes
Guillaume Rondelet (1507-1566) est un médecin à Montpellier, haut lieu des sciences françaises, principalement botanique et médecine, à la Renaissance. Il fait paraître en 1555 son Universæ aquatilium historiæ pars altera où il présente tous les animaux aquatiques, même mythiques, qu'il connaît. Il ajoute de nombreuses observations personnelles de grande qualité.
Pierre Belon (v. 1517-1564) est l'auteur de L'histoire naturelle des éstranges poissons marins avec la vraie peinctvre & description du Daulphin & de plusieurs autres de son espèce.

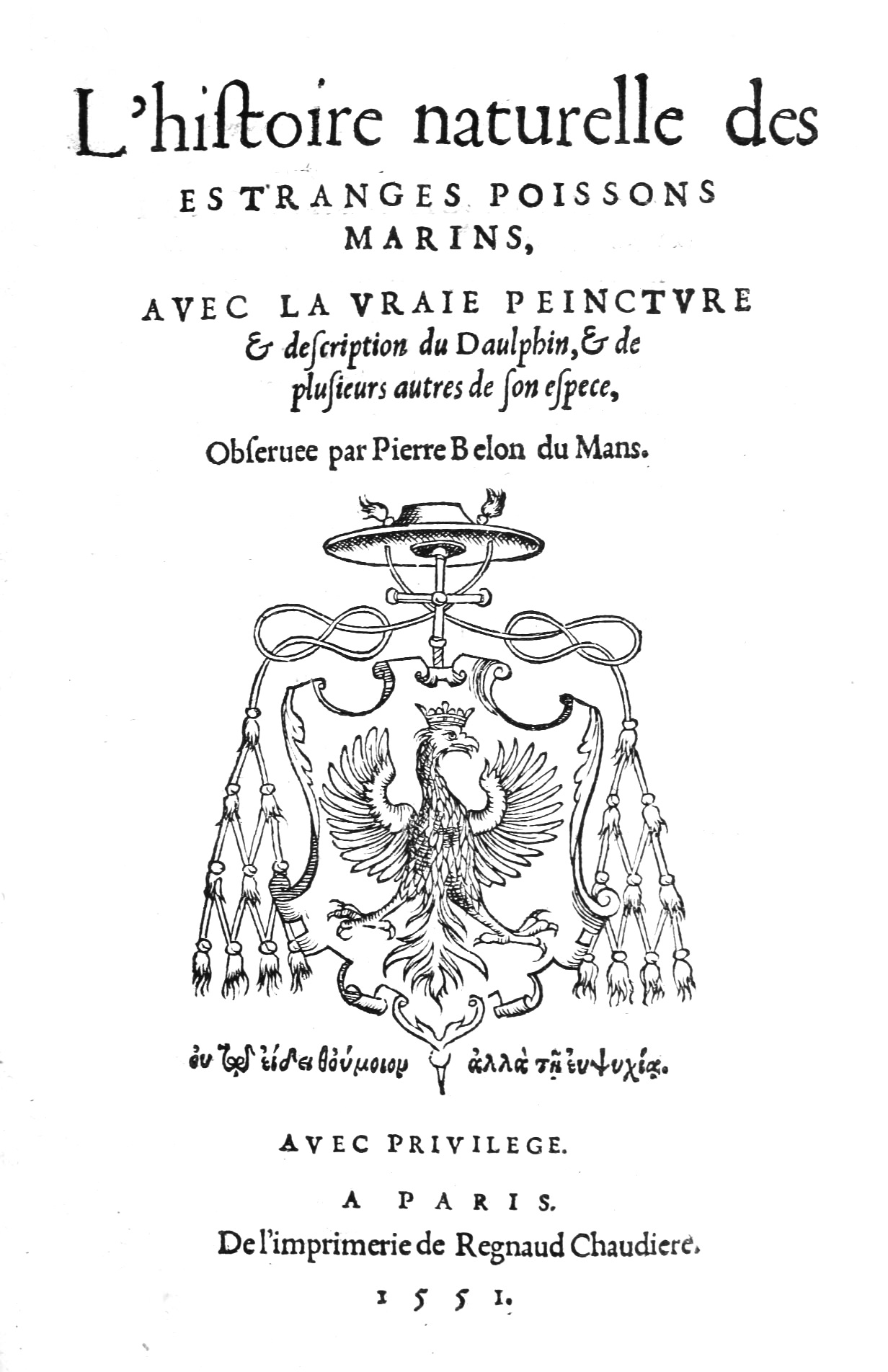
Page de titre de L'histoire naturelle des éstranges poissons marins... de Pierre Belon.

### Encyclopédistes
Conrad Gessner (1516-1565) fait paraître son Historia animalium à Zurich entre 1551 et 1558. Compilateur infatigable, surnommé le Pline suisse, Gessner compile toutes les connaissances au sujet des animaux dont il a connaissance. Il présente celles-ci, organisées sur une base alphabétique, chaque animal étant analysé sur un modèle identique. Gessner n'a pas pour but de juger mais de réaliser une encyclopédie aussi exhaustive que possible. Son œuvre, richement illustrée, sera très souvent rééditée durant plus de trois siècles.
Ulisse Aldrovandi (1522-1605) publie de 1559 à 1605 les quatre premiers volumes d'une histoire naturelle (dont De Animalibus insectis en 1602 qui constitue en fait le septième volume) qui en comptera quatorze, les autres étant publiés après sa mort (dernier volume paraissant en 1668). Ce naturaliste révère encore l'Antiquité et accorde autant de crédit à Strabon et à Pline qu'à ses propres observations.

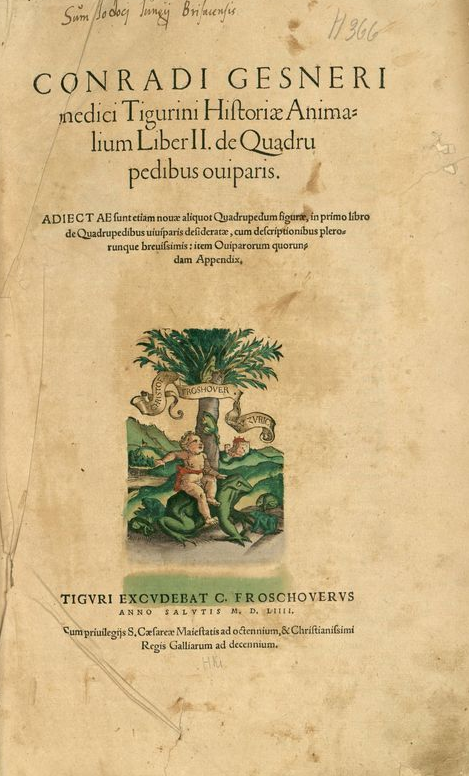
Frontispice d’Historiae animalium... (1554) de Conrad Gessner.
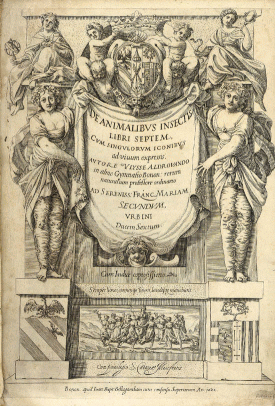
Frontispice de De animalibus insectis... (1602) d'Ulisse Aldrovandi.

### Naissance de l'anatomie scientifique
Léonard de Vinci (1452-1519) pratique la dissection de cadavres et réalise de nombreux croquis anatomiques. Ses recherches concernent notamment la circulation du sang et le fonctionnement de l'œil.
André Vésale (1514-1564) est un médecin et anatomiste bruxellois. Son De humani corporis fabrica est un recueil d'anatomie descriptive qui bouleverse la connaissance anatomique de son temps.
Bartolomeo Eustachi (1510-1574) est un anatomiste et médecin italien auquel on doit une foule de découvertes anatomiques dans le système des os, des muscles, des nerfs et des veines. Il découvre aussi un canal qui a reçu son nom, la trompe d'Eustache.
Gabriele Falloppio (1523-1562) est un chirurgien et anatomiste italien dont les travaux décrivent de nombreux organes, notamment au niveau de l'ouïe, des appareils sécréteurs et des organes reproducteurs. Il découvre par exemple les trompes de Fallope qui relient les ovaires à l'utérus.

## XVIIesiècle

### La fondation de la mycologie
Charles de l'Écluse (1525-1609) fait paraître en 1601 ses observations sur les champignons, publication considérée par certains comme l'acte fondateur de la mycologie.

### L'œuvre fondatrice en botanique et en zoologie de J. Ray et F. Willughby
John Ray (1627-1705) et Francis Willughby (1635-1672) jouent un rôle essentiel tant en botanique qu'en zoologie durant cette période. En botanique, Ray fait paraître un Catalogus plantarum circa Cantabrigiam nascentium (Cambridge, 1660), ou Catalogue des plantes des environs de Cambridge. L'ouvrage est très novateur par rapport aux autres publications botaniques britanniques. Il va constituer établit de nouveaux standards qui seront suivis par de nombreux botanistes en Europe. On considère parfois que l'ouvrage de Jan Commelijn (1629-1692), Catalogus plantarum indigenarum Hollandiae (1683), est le premier catalogue de plantes à rompre avec l'ordre alphabétique qui prévalait jusqu'alors pour suivre une classification basée sur la ressemblance des fruits, classification proposée par Ray.
Ray fait paraître à Londres en 1670 un ouvrage du même genre mais sur la flore britannique : Catalogus plantarum Angliae, une version enrichie de l'ouvrage paraît en 1690 à Londres sous le titre de Synopsis methodica stirpium Britannicarum. En 1682, Ray rassemble divers essais sur la botanique dans Methodus plantarum nova, ouvrage révisé en 1703 sous le titre de Methodus emendata. Il fait paraître, à partir de 1686 et jusqu'en 1704, un très vaste ouvrage sur la flore européenne où il décrit 18 000 espèces : Historia plantarum.
En zoologie, Ray est le premier à proposer une classification des animaux basée sur des critères anatomiques et non comportementaux ou environnementaux. Sa classification, notamment des oiseaux, est la plus évoluée jusqu'à l'œuvre de Linné.
La mort prématurée de Willughby l'empêche d'achever plusieurs ouvrages que Ray enrichira (parfois considérablement) et publiera sous le seul nom de Willughby. C'est le cas de Ornithologia (Londres, 1676) et de De historia piscium (Oxford, 1686). Parmi les principaux ouvrages de Ray, il faut signaler Synopsis animalium quadrupedum et serpentini generis (Londres, 1693). Plusieurs de ses ouvrages paraissent de façon posthume comme Historia insectorum à Londres en 1710 ou Synopsis avium et piscium toujours à Londres en 1713.

### Les avancées en biologie et l'usage du microscope
La biologie ne deviendra une discipline véritablement autonome de l'histoire naturelle qu'au cours du XIXe siècle avec l'essor de l'utilisation des microscopes modernes. La deuxième moitié du XVIIIe siècle est marquée par la parution de nombreux travaux extrêmement novateurs, certains rendus possibles par l'invention du microscope. Celle-ci est probablement datée de 1590 et est parfois attribuée à Zacharias Janssen (v. 1580-v. 1638).
- Francesco Redi (1626-1697) s'intéresse à la parasitologie et décrit près de 100 espèces de parasites microscopiques ou de très petite taille. Il est à l’origine de nombreuses observations sur la génération des insectes et sur les vers intestinaux.
- Marcello Malpighi (1628-1694), le père de l'anatomie microscopique ou histologie, dont le nom est aujourd'hui attaché à des dizaines de structures dans le corps humain et chez les insectes, publie également des travaux en botanique dans son ouvrage titré Anatome plantarum sur l'anatomie cellulaire des végétaux et étudie l'embryologie végétale.
- Antoni van Leeuwenhoek (1632-1723) découvre au microscope l'existence de micro-organismes (protozoaires, levures, bactéries). Ses nombreuses observations jetteront les bases de la microbiologie. Il observa et décrivit, avec des microscopes de sa fabrication, des « animalcules spermatiques » ou spermatozoïdes, des globules du sang et bien d'autres structures microscopiques.
- Robert Hooke (1635-1703) fait paraître, en 1665, son ouvrage Micrographia, un recueil d'illustrations et de descriptions de diverses structures vues au microscope. Il y donne notamment la première description publiée d'une « cellule » et d'un micro-organisme.
- Jan Swammerdam (1637-1680), dont les travaux portent sur l'anatomie des insectes qu'il étudie à l'aide d'un micro-matériel de dissection fabriqué par ses soins, fait paraître, en 1669, une Histoire générale des insectes où il les classe d’après leur type de métamorphose.

Girolamo Fabrizi d'Acquapendente (1537-1619) s'intéresse particulièrement au développement embryonnaire des animaux. Ses recherches sont complétées par l'un de ses élèves, Hieronymus Fabricius (1537-1619), qui étudie le développement embryonnaire des poulets.
William Harvey (1578-1657) découvre la circulation sanguine en 1616.
Les premiers ouvrages sur les insectes sont datés du tout début du XVIIe siècle. Thomas Muffet (v. 1552-1604), médecin et naturaliste anglais, fait paraître post-mortem, en 1634, le Theatrum Insectorum, livre entièrement consacré aux insectes (terme qui désigne effectivement les insectes mais aussi de nombreux autres invertébrés). Charls Butler (1559-1647) fait paraître en 1609 le premier livre entièrement consacré aux abeilles.

### La naissance de l'anatomie comparée
Les progrès essentiels dans le domaine de l'anatomie comparée sont dus, en France, à Claude Perrault (1613-1688) et Joseph Guichard Duverney (1648-1730) que relie une étroite collaboration.
- Nehemiah Grew (1641-1712) étudie au microscope l'anatomie des végétaux. Il a également fait des études comparatives de l'appareil digestif (estomac et intestin) chez les mammifères, les oiseaux et les poissons. L'étude anatomique des tissus est suffisamment poussée au XVIIe siècle pour que Nehemiah Grew crée en 1675 le terme d'« anatomie comparée » pour décrire les différences et les ressemblances entre les organes des êtres vivants. Il fut le premier savant à utiliser ce terme comme titre de ses mémoires dans le contexte de l'anatomie végétale[17], puis de l'anatomie animale[18].

- Edward Tyson (1650-1708) est considéré comme un des pères de l'anatomie comparée. Il fait paraître en 1699 un ouvrage sur l'anatomie comparée entre des singes et l'être humain.

## XVIIIesiècle

### Les progrès en biologie
Joseph Guichard Duverney (1648-1730) fait paraître au début du XVIIIe siècle plusieurs mémoires importants devant l'Académie des sciences de Paris sur les systèmes circulatoires et respiratoires de vertébrés à sang froid comme les grenouilles, les serpents, etc..
En 1718, Louis Joblot (1645-1723) a publié un traité illustré sur l'usage des microscopes grâce auxquels il décrivait les animalcules observés dans diverses infusions.
En 1720, Michael Bernhard Valentini (1657-1729) fait paraître une étude où il compare l'anatomie de différents vertébrés.
En 1734, Jacob Theodor Klein (1685-1759) fait paraître Naturalis dispositio Echinodermatum, œuvre pionnière sur les oursins.
En 1786, deux ans après la mort d'Otto Müller (1730-1784), est publié le premier livre consacré aux protistes, son ouvrage Animalcula Infusoria fluviatilia et marina, dans lequel sont décrites 378 espèces d'organismes microscopiques.
Le mot « Biologie » a été utilisé pour la première fois par Roose en 1797.

### La botanique
Sébastien Vaillant (1669-1722), botaniste français, publie post-mortem, après avoir longuement travaillé sur la reproduction des végétaux, le Botanicon Parisiense (ou Dénombrement par ordre alphabétique des plantes qui se développent aux environs de Paris) en 1727 par l'intermédiaire de Herman Boerhaave, illustré par Claude Aubriet. Cet ouvrage est l'un des premiers à décrire la flore des alentours de Paris.
Antoine de Jussieu (1686-1758) crée une classe à part de plantes pour les champignons et les lichens en 1728.
Bernard de Jussieu (1699-1777) met en pratique la méthode naturelle de classification des plantes, fondée sur la notion de famille. Ce système basé sur les caractères morphologiques des plantes sera repris et développé par son neveu Antoine-Laurent de Jussieu (1748-1836). Ce dernier expose ses idées concernant la classification des plantes en 1774 dans Exposition d'un nouvel ordre de plantes adopté dans les démonstrations du Jardin royal, qui sera complétée en 1789 par son Genera plantarum secundum ordines naturales disposita.
Johann Wolfgang von Goethe (1749-1832), célèbre écrivain et scientifique allemand, publie, en 1790, un essai sur la métamorphose des plantes, Versuch die Metamorphose der Pflanzen zu erklären, dans lequel il établit une théorie générale sur la morphologie des végétaux en reconnaissant l’analogie de certaines formes comme les cotylédons, la forme des fleurs ou des feuilles. Il esquisse également une théorie de l’évolution chez les végétaux et relie la morphologie avec la phylogénie. Cette vision est très en avance sur les idées généralement tenues sur les végétaux à son époque. Il est ainsi l’un des premiers (et peut-être le premier) à employer le terme de métamorphose en botanique.

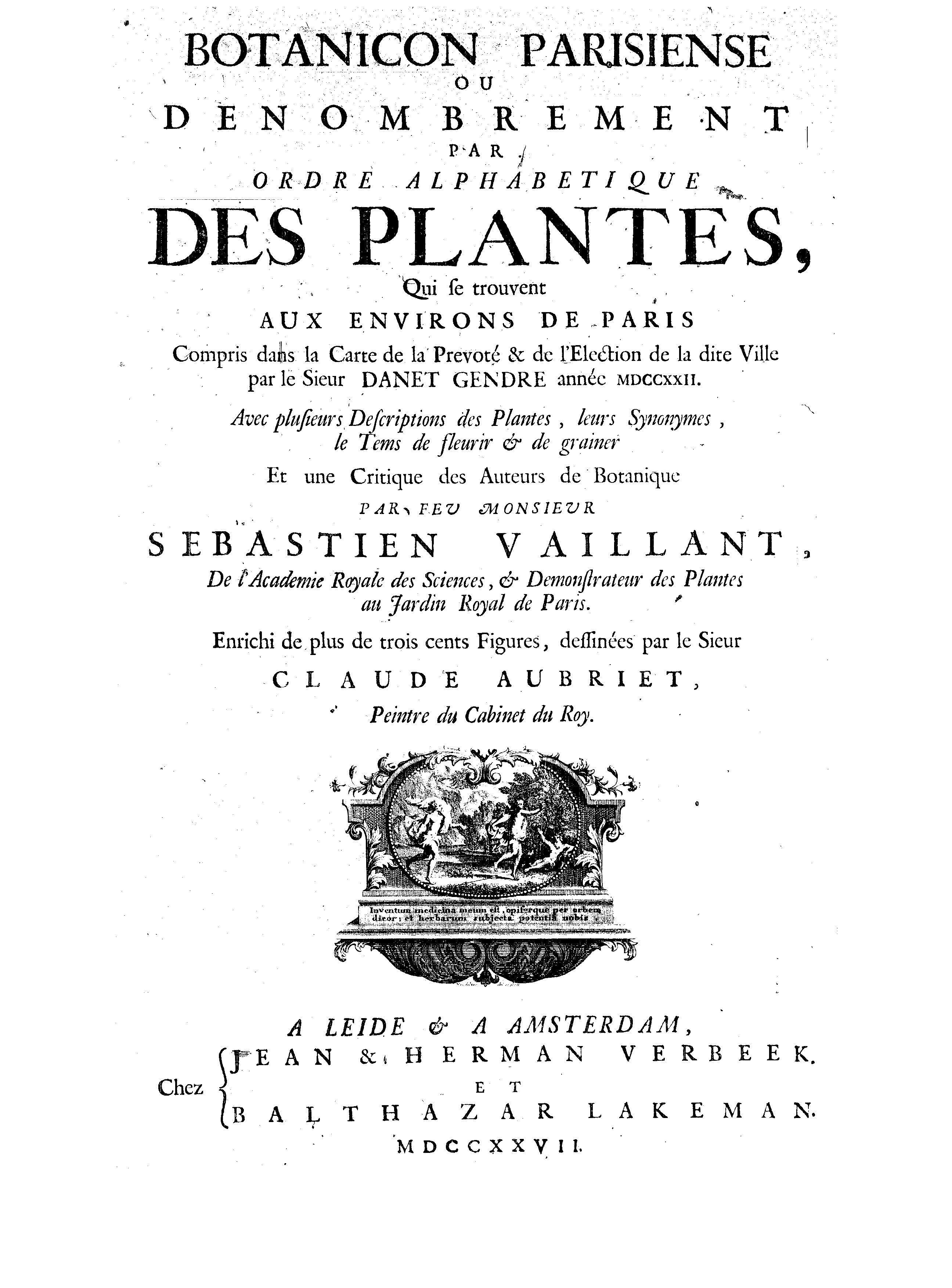
Page de garde de l'édition de 1727 de la Botanicon Parisiense.
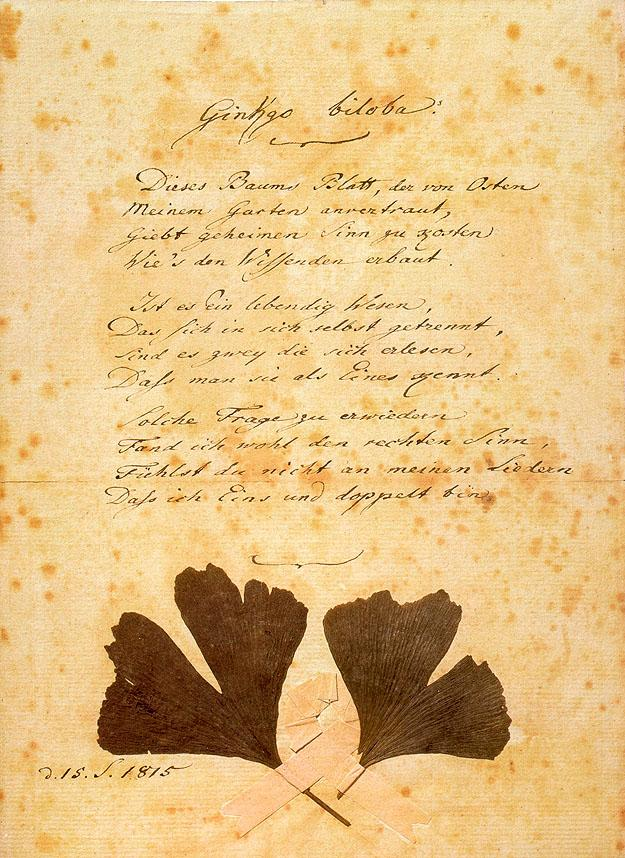
Poème de Goethe sur Ginkgo biloba.

### La question de la génération spontanée et l'étude des insectes

#### Les précurseurs
Martin Lister (v. 1638-1712) est un médecin et naturaliste britannique dont les travaux concernent de nombreuses espèces d'invertébrés, notamment parmi les mollusques et les araignées.
Anna Maria Sibylla Merian (1647-1717) occupe véritablement une place à part dans l'histoire de l'entomologie. Elle appartient à une prestigieuse famille de graveur et apprend très tôt le dessin et la peinture. Elle se passionne pour les insectes et notamment pour le phénomène de métamorphose, qui avait déjà été l'objet des observations et des illustrations de Jan Goedart (1617-1668). Elle découvre aux Pays-Bas plusieurs collections de papillons provenant des Amériques. Souhaitant les observer par elle-même, elle réalise un voyage en 1699 au Surinam. Les illustrations qu'elle réalise connaissent une grande popularité, elle s'attache à illustrer les différents stades de croissance des insectes (larvaire, nymphéal et adulte). Ses images ne sont pas accompagnées de texte, aussi son impact sur l'évolution de l'entomologie est assez réduit, elle est remarquable surtout parce qu'elle est l'une des rares femmes naturaliste de son temps.
Johann Leonhard Frisch (1666-1743) démontre que le développement d'un végétal peut être retardé par l'action de ses parasites. De 1696 à 1700, Antonio Vallisneri (1661-1730) fait paraître ses Dialoghi sopra la curiosa Origine di molti Insetti (Dialogues sur la curieuse origine de plusieurs insectes) dans La Galleria di Minerva. Il y expose ses premières expériences sur la reproduction des insectes qui, avec les observations de Francesco Redi (1626-1697) et de Marcello Malpighi (1628-1694), contribuent à démentir la croyance en la génération spontanée. Pierre Lyonnet (1708-1789) fait paraître ses premières observations sur l’anatomie des insectes en 1750 sous le nom de Traité anatomique de la chenille qui ronge le bois de Saule. Bien que ses dissections et ses illustrations soient remarquables, n'étant pas médecin, il manque des connaissances anatomiques et ses observations s'en ressentent parfois.
Moses Harris (1731-1785), illustrateur et entomologiste britannique, est le premier à utiliser les nervures des ailes des papillons pour leur classification.

#### Réaumur
L'entomologie obtient ses lettres de noblesse avec René-Antoine Ferchault de Réaumur (1683-1757). Membre de l'Académie des sciences en 1708, il conduit des expériences dans un grand nombre de sujets, les plus connus étant la mise au point d'un thermomètre et ses travaux sur la faïence. Mais le savant ne dédaigne pas l'histoire naturelle des végétaux et des animaux dans leur diversité. Il fait paraître, de 1734 à 1742, les six volumes des Mémoires pour servir à l'histoire des insectes. Il précise dans son introduction les raisons de sa publication :
« Nous ne sommes pas encore, à beaucoup près, arrivés au temps où l'on pourra raisonnablement entreprendre une histoire générale des insectes. Des savants de tout le pays se sont plus depuis un siècle à les étudier. L'attention qu'ils leur ont donnée nous a valu un grand nombre d'observations sûres et curieuses. Cependant, il s'en faut bien qu'il y en ait encore assez de rassemblées. Le nombre des observations nécessaires pour une histoire de tant de petits animaux passablement complète est prodigieux. »
Il fait ensuite remarquer que le nombre des insectes est prodigieux. Des douze à treize mille plantes connues à son époque, il signale que chacune entretient des centaines d'espèces d'insectes différents, que ceux-ci sont la proie de prédateurs particuliers. Cette analyse écologique de la biodiversité est très en avance sur son temps. Il continue :
« L'immensité des ouvrages de la nature ne paraît mieux nulle part que dans l'innombrable multiplicité de tant d'espèces de petits animaux. »
Après avoir remarqué que la diversité des insectes est telle qu'aucun esprit ne saurait en faire le tour, il signale qu'il est surtout utile d'en connaître les principales formes. Il justifie aussi l'intérêt et l'importance de l'étude des insectes :
« Quoique nous resserrions beaucoup les bornes de l'étude de l'histoire des insectes, il est des gens qui trouveront que nous lui en laissons encore de trop étendues. Il en est de même qui regardent toutes connaissances de cette partie de l'histoire naturelle comme inutiles, qui les traitent, sans hésiter, d'amusements frivoles. »
Réaumur fait ensuite la liste des apports que peut réaliser ce qui ne se nomme pas encore l'entomologie : la cire et le miel apportés par les abeilles (miel qui était la principale source sucrée de l'époque), les colorants tirés de la cochenille, les figues dont le mûrissement dépend des insectes... Il indique aussi que la connaissance des insectes permet de les combattre.
Ses Mémoires ressemblent souvent à des monographies. Le volume IV est entièrement consacré à trois espèces de cigales. Il décrit l'anatomie externe, les organes buccaux, l'oviposition, la production du stridulement, la ponte, etc. Réaumur étudie particulièrement les abeilles, qu'il baptise son cher petit peuple. Pour mieux observer le comportement des abeilles, il est le premier à concevoir une ruche comportant un système de vitre, un volet permet de protéger l'intérieur de la ruche de la lumière, Réaumur le levant uniquement pour faire ses observations.

#### Les élèves et correspondants de Réaumur
- Charles de Geer (1720-1778) publia sur le modèle de son maître des Mémoires pour servir à l'histoire des insectes en sept volumes, Abraham Trembley (1710-1784) étudia la régénération de l'hydre d'eau douce en relation avec le savant français, Lazzaro Spallanzani (1729-1799) reprit les travaux de Réaumur dans des domaines consacrés à la physiologie et la reproduction dans le règne animal en améliorant les conditions expérimentales.

Charles Bonnet (1720-1793) fait paraître en 1745 ses observations sur la parthénogenèse des pucerons.

#### L'étude des ravageurs des cultures
Le XVIIIe siècle est une période où l'étude des ravageurs des cultures commence à émerger. On peut citer notamment l'œuvre de l'italien Giovanni Targioni Tozzetti (1712-1783).

### Buffon
Par ses écrits (notamment ses Histoires naturelles), le naturaliste français Georges-Louis Leclerc, comte de Buffon (1707-1788) a largement contribué à vulgariser l'histoire naturelle auprès de ses contemporains. Il a aussi été l'intendant du Jardin du roi entre 1739 et 1788.

### Linné
Le naturaliste suédois Carl von Linné (1707-1778) a joué un rôle essentiel, notamment par ses descriptions d'une dizaine de milliers d'espèces et l'introduction de la nomenclature binominale. Linné recensait environ 6 000 espèces végétales et 4 400 espèces animales différentes dans la dixième édition (1758) du Systema Naturae. Sa classification des plantes s'appuie entre autres sur les travaux de Rudolf Jakob Camerarius (1665-1721) sur la sexualité des végétaux.

### L'essor de l'histoire naturelle et l'introduction du linnéisme en Europe

#### L'exemple de l'Autriche-Hongrie auXVIIIesiècle

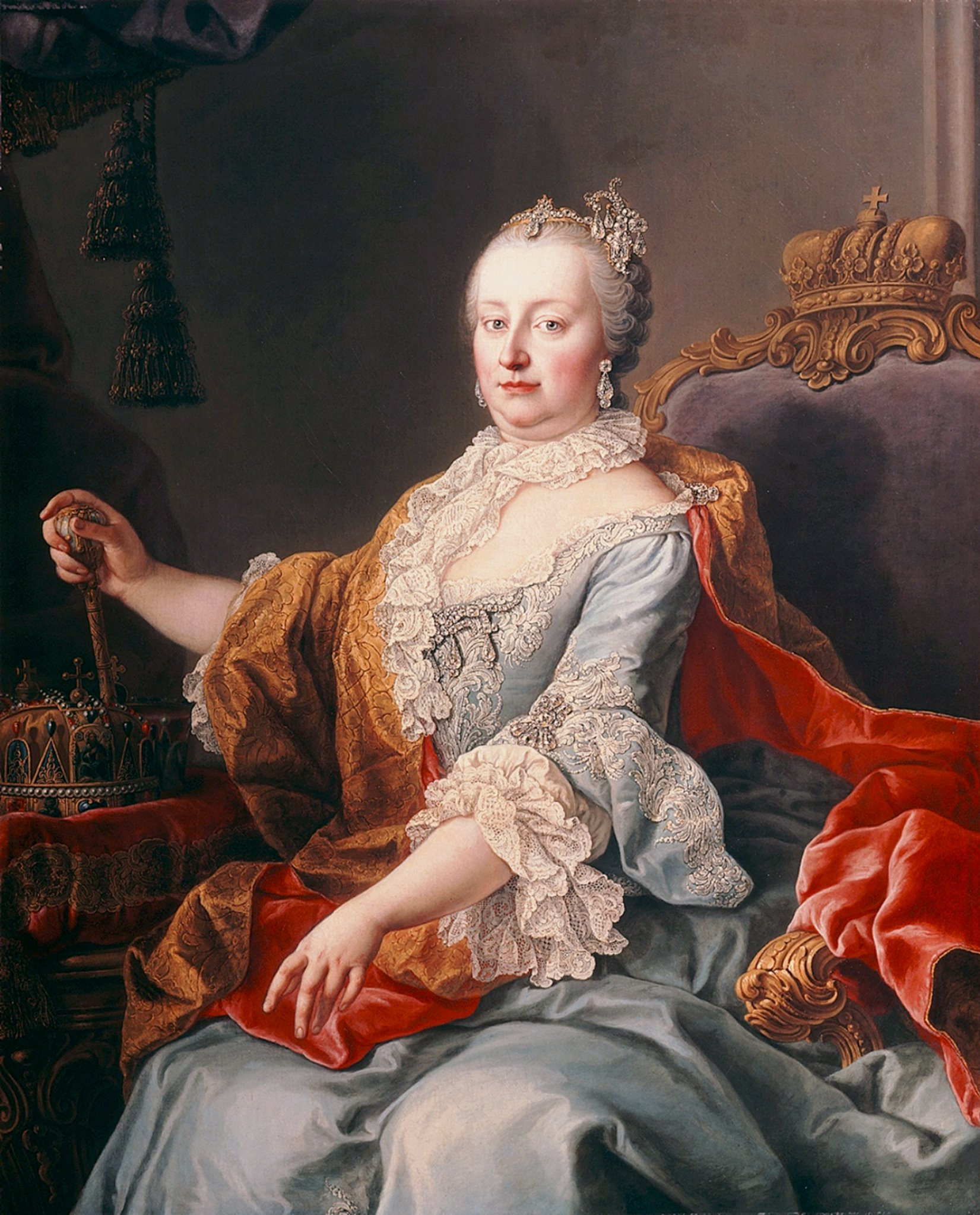
Marie-Thérèse d'Autriche

L'impératrice Marie-Thérèse d'Autriche (1717-1780) décide de faire de l'empire des Habsbourg l'un des foyers de la science européenne. Elle confie à son médecin personnel et protégé, Gerard van Swieten (1700-1772), d'origine néerlandaise, le soin d'organiser non seulement le service de santé du pays mais aussi l'université. Plusieurs naturalistes étrangers sont alors invités à venir travailler dans le pays. La figure marquante de ses émigrés est le naturaliste Nikolaus Joseph von Jacquin (1727-1817), également d'origine hollandaise, élève de Adriaan van Royen (1704-1779) et de Bernard de Jussieu (1699-1777). Il sera l'un des chefs de file de la diffusion du système linnéen. Il faut aussi évoquer la figure du Français d'origine, mais autrichien d'adoption Belsazar Hacquet (1739-1815), qui parcourt l'empire et réalise de très importantes observations tant sur les peuples que sur la géologie ou l'histoire naturelle. Les pays appartenant à la couronne contribuent aussi à l'essor scientifique du pays comme Giovanni Antonio Scopoli (1723-1788), qui bien qu'italien de culture va jouer un grand rôle dans la diffusion du linnéisme, ou le Hongrois József Jakab Winterl (1739-1809). Mais ce tour d'horizon ne serait pas complet si l'on n'évoquait quelques personnalités purement autrichiennes, au sens moderne, comme Franz Xaver von Wulfen (1728-1805) ou Heinrich Johann Nepomuk von Crantz (1722-1797).

#### L'exemple de la Russie et l'œuvre de P.S. Pallas

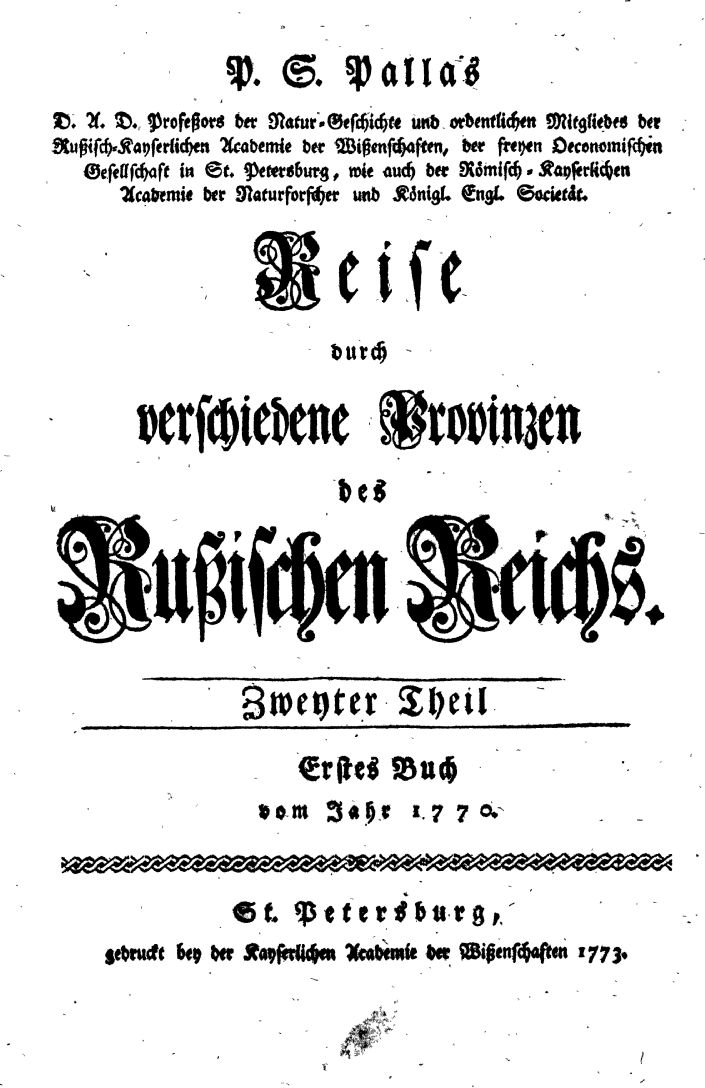
Reise durch verschiedene Provinzen des Rußischen Reichs (1771) de P.S. Pallas.

La plupart des contributeurs à la science dans l'Empire russe sont d'origine étrangère et viennent principalement d'Allemagne. Les voyages de ces naturalistes en Asie centrale, en Sibérie, dans le Caucase ou en Crimée font découvrir la faune et la flore de ses immenses régions. On peut citer les noms suivants : Johann Peter Falck (1727-1774), Johann Gottlieb Georgi (1729-1802), Ivan Lepekhin (1740-1802), Johann Anton Güldenstädt (1745-1781), Samuel Gottlieb Gmelin (1744-1774). On peut ajouter au siècle suivant : Alexander von Bunge (1803-1890), Friedrich Ernst Ludwig von Fischer (1782-1854), Karl Friedrich von Ledebour (1785-1851), Friedrich August Marschall von Bieberstein (1768-1826), Carl Anton Andreevic von Meyer (1795-1855), Friedrich August Marschall von Bieberstein (1768-1826), Christian von Steven (1781-1863), Édouard Ménétries (1802-1861)...
Parmi ceux-ci, il faut faire une place particulière à Peter Simon Pallas (1741-1811). Après un long voyage en Asie centrale, de 1768 à 1774, Pallas revient à Saint-Pétersbourg où il occupe une place centrale à l'Académie royale des sciences de Saint Pétersbourg, notamment parce que c'est un proche de l'impératrice Catherine II (1729-1796). Outre la publication des comptes rendus des voyages et l'analyse des spécimens récoltés, on lui doit une sorte de synthèse entre le système de Linné et l'approche de Buffon. Il fait figure de novateur par l'étude des variations géographiques. Pour lui, les espèces ne sont pas fixées définitivement, elles peuvent voir leur apparence évoluer notamment sous l'action des facteurs climatiques.

#### L'exemple des Îles Britanniques
Le naturaliste anglais Gilbert White (1720-1793) est l'auteur, en 1789, de The Natural History and Antiquities of Selborne (« L'Histoire naturelle de Selborne ») où il décrit les interrelations des animaux et des plantes dans sa région du Hampshire. Il correspond avec le naturaliste gallois Pennant (1726-1798), renommé pour ses travaux en zoologie.

#### L'exemple des contrées danoises
Venu d'Allemagne, le botaniste Georg Christian Oeder (1728-1791) est à l'origine de la publication, à partir de 1761, de Flora Danica, une encyclopédie botanique illustrée concernant la flore des contrées soumises à la couronne danoise.
Le roi Frédéric V (1723-1766) avait donné à Oeder la charge de botaniste royal afin d'installer un nouveau Jardin botanique de Copenhague et de réaliser l'histoire complète de la flore d'un royaume qui englobait à l'époque le Danemark lui-même, les duchés de Schleswig et Holstein, Oldenbourg et Delmenhorst en Saxe, ainsi que la Norvège et ses dépendances dans l'Atlantique Nord : l'Islande, les Îles Féroé et le Groenland.
L'édition de l'ouvrage botanique sera continuée par Otto Friedrich Müller (1730-1784) puis par Martin Vahl (1749-1804) en ce qui concerne le XVIIIe siècle. La publication sera poursuivie par d'autres botanistes, au siècle suivant, avec un achèvement en 1883.
Le naturaliste O.F. Müller aura également pour but de réaliser avec la faune ce qu’il avait entrepris avec la flore. Il commence, en 1776, par un prodrome, la publication de sa Zoologia Danica qui sera achevée, à titre posthume, en 1806, par son frère C.F. Müller (1744-1814), graveur des illustrations, avec la participation scientifique des naturalistes dano-norvégiens Abildgaard (1740-1801), Vahl (1749-1804), Holten (1770-1805), Lund (1749-1809) et Rathke (1769-1855).
Otto Fabricius (1744-1822) fait paraître, en 1780, sa Fauna Groenlandica.

### La fondation du Muséum national d'histoire naturelle à Paris
Le Muséum national d'histoire naturelle est un établissement d'enseignement et de recherche institué sous la Révolution française par un décret du 10 juin 1793. Il est créé, notamment sous l’impulsion de Jean-Baptiste Lamarck, en réorganisant l'ancien Jardin du roi, un jardin botanique fondé à Paris en 1635 et dont Buffon avait été l'intendant de 1739 à 1788.

### La naissance de l'histoire naturelle nord-américaine
John Bartram (1699-1777) est un botaniste autodidacte surtout connu pour avoir collecté un grand nombre d'espèces végétales nouvelles en voyageant à travers l'Amérique du Nord. Il est aussi le fondateur du plus ancien jardin botanique de ce qui allait devenir les États-Unis.
Le plus ancien jardin botanique nord-américain encore existant, le Bartram's Garden (Pennsylvanie), est ainsi créé en 1728.
Le premier muséum d'histoire naturelle américain a été établi à Charleston en 1773, le second à Philadelphie (le Peale Museum) en 1784.

### La naissance de la paléontologie stratigraphique
Le naturaliste français Jean-Louis Giraud-Soulavie (1751-1813) fut, dès 1780, un des précurseurs du transformiste et le fondateur de la paléontologie stratigraphique, en imaginant que la durée des temps géologiques puisse s'élever à des centaines de millions d'années.

### Les voyages scientifiques
C'est d'ailleurs à partir de la fin du XVIIe siècle et du début du XVIIIe siècle que des voyages d'études, dans des pays éloignés, sont effectués par des missionnaires et par des médecins. Le Père Charles Plumier (1646-1704) séjourna aux Antilles, entre 1689 et 1697. Le voyage au Levant de Joseph Pitton de Tournefort (1656-1708) le conduit en Méditerranée orientale et en Anatolie, de 1700 à 1702. Le Père Louis Éconches Feuillée (1660-1732) voyage dans les Andes, au Chili et au Pérou, entre 1703 et 1711. Augustin Lippi (1678-1705) explora le Soudan, situé entre la Haute-Égypte et la Nubie, en 1704.
Les Antilles font l'objet de plusieurs études successives d'histoire naturelle dont celles, sur la Jamaïque, en 1707 et 1725 de Hans Sloane (1660-1753) ou en 1756 de Patrick Browne (1720-1790).
Mark Catesby (1683-1749) a effectué plusieurs voyages, entre 1712 et 1719 puis entre 1722 et 1726, dans le Sud-Est de l'Amérique du Nord ainsi que dans les Antilles. Catesby fait paraître son Natural History of Carolina, Florida and the Bahama Islands, la première description de la flore et de la faune d'Amérique du Nord, en deux volumes achevés en 1731 et 1743.
Jean-André Peyssonnel (1694-1759) découvre la nature animale du corail vivant sur les côtes de Barbarie, en 1725.
- La mesure de l'arc du méridien par l'Académie des sciences donne lieu, entre 1735 et 1737, à l'organisation de deux expéditions scientifiques en Laponie et au Pérou. Le botaniste Joseph de Jussieu (1704-1779) participe à l'expédition menée au Pérou. Contrairement aux autres membres cette expédition dirigée par La Condamine, il reste en Amérique du Sud afin d'y continuer ses études naturalistes. Entre 1735 et 1770, Joseph de Jussieu passe ainsi 35 ans au Pérou espagnol où il a grandement contribué à la connaissance du quinquina.

Le naturaliste Georg Wilhelm Steller (1709-1745) accompagna Vitus Béring dans sa grande expédition nordique. Ayant traversé la Sibérie en 1738 et 1739 (quand il croise Johann Georg Gmelin), pour parvenir sur le littoral du Kamtchatka en 1740, il viendra se joindre à l'équipage de Béring en 1741 pour l'accompagner dans sa navigation au Nord-Ouest de l'Amérique. Par ses études d'histoire naturelle que fera publier Peter Simon Pallas, Steller sera le premier scientifique à décrire de nombreuses espèces animales et végétales de l'Alaska et des Îles Aléoutiennes. 
Michel Adanson (1727-1806) fit au Sénégal un voyage d'exploration d'une durée de cinq ans (1748-1754). En 1757, il publia le récit abrégé de son voyage dans L'Histoire naturelle du Sénégal. Il avait recueilli toutes sortes d'observations relatives à la flore et à la faune de ce pays éloigné de l'Europe.
- Le double transit de Vénus de 1761 et 1767 est l'occasion d'organiser de grands voyages autour du monde. Parmi ceux-ci, le premier voyage commandé par James Cook (1728-1779) à bord de l'Endeavour. Plusieurs naturalistes y participent comme Sir Joseph Banks (1743-1820) ou Daniel Solander (1733-1782).

Jean Baptiste Christian Fusée-Aublet (1720-1778) explore la Guyane, de 1762 à 1764, tout comme Louis Claude Richard (1754-1821), de 1781 à 1789.
Antoine-Joseph Pernety (1716-1796) voyagea comme naturaliste avec Louis Antoine de Bougainville vers les Îles Malouines en 1763 et 1764.
- Carl von Linné envoie ses apôtres dans le monde entier pour y étudier la flore, notamment Pehr Kalm (1716-1779) en Amérique du Nord, Fredric Hasselquist (1722-1752) en Égypte et en Palestine, Andreas Berlin (1746-1773) en Afrique, Pehr Forsskål (1732-1763) au Moyen-Orient, Pehr Löfling (1729-1756) au Venezuela, Pehr Osbeck (1723-1805) et Olof Torén (1718-1753) en Chine et en Asie du Sud-Est et Carl Peter Thunberg (1743-1828) au Japon.

Georges-Louis Leclerc de Buffon encourage les voyageurs pour lesquels il fait créer le titre de correspondant du Jardin du roi : Philibert Commerson (1727-1773), compagnon de Bougainville autour du monde, Pierre Sonnerat (1748-1814), continuateur de Pierre Poivre (1719-1786) dans l'Océan Indien, Joseph Dombey (1742-1794) en Amérique latine, André Michaux (1746-1802) en Perse et en Amérique du Nord, Charles-Nicolas-Sigisbert Sonnini de Manoncourt (1751-1812) en Guyane, puis en Égypte et en Asie mineure.
L'expédition d'Entrecasteaux à la recherche de La Pérouse, entre 1791 et 1794, permit de procéder à de nombreuses découvertes naturelles, notamment en botanique par La Billardière (1755-1834).

## XIXesiècle
Au cours de ce siècle, les travaux de Jean-Baptiste de Lamarck qui en 1802 invente la biologie comme science à part entière consacrée à « l'étude des caractères communs aux végétaux et aux animaux », Charles Darwin, Claude Bernard, Louis Pasteur et Gregor Mendel constituent les fondements de la biologie scientifique, évolutionniste, expérimentale et appliquée. Toutefois, malgré de grandes synthèses théoriques, la science de cette époque continue de balbutier devant les questions fondamentales sur l'homme et le vivant.

### La poursuite des voyages scientifiques
Les voyages d'exploration, à des fins naturalistes, se multiplient depuis la fin du XVIIIe siècle et se poursuivent tout au long du XIXe siècle.
- De nombreux scientifiques accompagnent la campagne d'Égypte (1798-1801), notamment le naturaliste Étienne Geoffroy Saint-Hilaire (1772-1844) et le botaniste Alire Raffeneau-Delile (1778-1850). Leurs travaux sont publiés dans l'ouvrage Description de l'Égypte qui consacre 3 volumes à l'Histoire naturelle.

L'expédition en Amérique de Alexander von Humboldt (1769-1859) et Aimé Bonpland (1773-1858), d'une durée de cinq ans (1799-1804), est l'une des plus remarquables expéditions scientifiques, avec une moisson de données d'une valeur scientifique encore plus importante que les spécimens qu'ils ont pu rapporter. Humboldt a rédigé en français les résultats du voyage scientifique en Amérique avec Bonpland dans un ensemble de trente volumes publiés à Paris : Voyage aux régions equinoxiales du Nouveau Continent (1807-1834).
Nicolas Baudin (1754-1803) conduira une expédition scientifique dans les Terres australes, sur les côtes de la Nouvelle-Hollande, de 1800 à 1803. L'expédition Baudin comptait parmi ses membres des naturalistes comme Péron (1775-1810) et Lesueur (1778-1846).
Le premier voyage russe autour du monde, entrepris de 1803 à 1806 sous le commandement du capitaine Krusenstern, compte un naturaliste allemand, Wilhelm Gottlieb von Tilesius von Tilenau (1769-1857).
Auguste de Saint-Hilaire (1779-1853) voyagea au Brésil, de 1816 à 1822.
Entre 1820 et 1825, Christian Gottfried Ehrenberg (1795-1876) et Wilhelm Hemprich (1796-1825) firent des expéditions d'histoire naturelle au Moyen-Orient. Durant les trois premières années, les deux amis collectèrent des animaux et des plantes aussi bien que des infusoires en Égypte et Nubie, dans le Sinaï et au Liban. Quatre années plus tard, en 1829, Ehrenberg participera à une autre expédition, conduite par Humboldt, à travers l'Est de la Russie jusqu'aux frontières chinoises.
Envoyé par le Muséum national d'histoire naturelle, Alcide Dessalines d'Orbigny (1802-1857) effectuera un voyage scientifique en Amérique du Sud qui va durer sept années et sept mois (1826-1834). Les mémoires concernant l'histoire naturelle de cette région du monde feront l'objet d'un ensemble de neuf tomes et onze volumes publiés à Paris : Voyage en Amérique méridionale (1835-1847).
Claude Gay (1800-1873) explora le Chili, de 1828 à 1842.
Lors de la seconde mission d'exploration scientifique du HMS Beagle, Charles Darwin (1809-1882) effectue à son bord un voyage autour du monde d'une durée de cinq ans (1831-1836). Au cours de cette croisière, il recueillait d'innombrables observations sur la variabilité des espèces. Son journal de recherches en géologie et en histoire naturelle, Le Voyage du Beagle, paraît en 1839.
En 1846, William Henry Edwards (1822-1809) visita le Brésil. Il fait paraître en 1847 son récit de Voyage jusqu'à l'Amazonie qui influençait d'autres naturalistes. Ainsi, Wallace (1823-1913) explora de 1848 à 1852, accompagné de Henry Walter Bates (1825-1892), le Brésil et le bassin amazonien. En 1852, Wallace décida de rentrer en Angleterre tandis que Bates poursuivit son exploration de la vallée de l’Amazone, jusqu’aux frontières du Pérou, qui dura au total onze ans pour prendre fin en 1859. De son côté, Wallace explora pendant huit ans, de 1854 à 1862, l'archipel malais et les Indes orientales.
Le Père Armand David (1826-1900) mena des expéditions naturalistes dans les profondeurs de la Chine, entre 1862 et 1874. Nikolaï Mikhaïlovitch Prjevalski (1839-1888) dirigea plusieurs expéditions, entre 1871 et 1885, dans l'Asie centrale, en Mongolie et en Chine, jusque dans les confins tibétains.
Alfred Grandidier (1836-1921) visitera Madagascar, entre 1865 et 1870.

### L'essor et l'âge d'or des muséums
Le XIXe siècle peut vraiment être considéré comme l'âge d'or de la création des muséums d'histoire naturelle. Au cours de ce siècle, la plupart des grandes villes se dotent de telles institutions. Le nombre de muséums va ensuite sensiblement décroître au XXe siècle en raison de toute une série de facteurs : changement de nature des loisirs, recul des loisirs et des collections scientifiques, urbanisation croissante, apparition des médias modernes facilitant l'accès à la connaissance du monde naturel…
Chronologie de l'apparition des muséums d'importance nationale
- 1793 : Muséum national d'histoire naturelle (Paris, France)
- 1810 : Musée de zoologie de Berlin (Berlin, Allemagne, l'actuel musée d'histoire naturelle de Berlin)
- 1812 : Académie des sciences naturelles (Philadelphie, États-Unis)
- 1815 : Musée royal des sciences naturelles d'Espagne
- 1818 : Musée national de Prague (Prague, République tchèque)
- 1819 : Muséum suédois d'histoire naturelle (Stockholm, Suède)
- 1821 : Muséum Senckenberg (Francfort-sur-le-Main, Allemagne)
- 1825 : Bergen Museum (Bergen, Norvège)
- 1836 : Australian Museum (Sydney, Australie)
- 1838 : Museo Civico di Storia Naturale de Milan (Milan, Italie)
- 1859 : Museum of Comparative Zoology (Harvard, États-Unis)
- 1866 : Museu Paraense Emílio Goeldi (Belém, Brésil)
- 1867 : Museo Civico di Storia Naturale de Gênes (Gênes, Italie)
- 1877 : American Museum of Natural History (New York, États-Unis)
- 1881 : British Museum (Natural History), musée du département d'histoire naturelle du British Museum (Londres, Grande-Bretagne)
- 1889 : Muséum des sciences naturelles de Belgique (Bruxelles, Belgique)
- 1891 : Naturhistorisches Museum Wien (Vienne, Autriche)
- 1892 : Transvaal Museum (Pretoria, Afrique du Sud)
- 1893 : Field Museum of Natural History (Chicago, États-Unis)
- 1910 : Musée national d'histoire naturelle des États-Unis (Washington, DC, États-Unis)
- 1963 : British Museum (Natural History) (ce département du British Museum devient autonome, Londres, Grande-Bretagne)

### Les théories de l'évolution

#### Lamarck et le transformisme
Jean-Baptiste de Lamarck (1744-1829) est le premier à systématiser l’idée d’une transformation des espèces et à en donner un exposé cohérent.

#### La théorie de l'évolution par la sélection naturelle
Dans L'Origine des espèces qu'il publie en 1859, Charles Darwin (1809-1882) développe une théorie de l'évolution des espèces, fondée sur le principe de la sélection naturelle.

#### Le néodarwinisme
Le biologiste allemand August Weismann (1834-1914) est considéré comme le père du néodarwinisme.
À la suite d'un mémoire sur l'hérédité, développant les thèses de Gustav Jaeger (1832-1917), il produit sa théorie de la continuité du plasma germinatif en 1885.
Le naturaliste George Romanes (1848-1894) utilisa, en 1888, le terme « Neo-Darwinian » à propos de l'école de Weismann.
Dans l'ouvrage Darwinism (1889), Alfred Russel Wallace (1823-1913) adopta les thèses de Weismann sur la non hérédité des caractères acquis. À ce titre, Wallace est reconnu comme le cofondateur de la théorie néo-darwinienne de l'évolution biologique.

#### Le néolamarckisme
Le vocable « néo-lamarckisme » a été forgé par l’entomologiste Alpheus Spring Packard (1839-1905) qui proposa, en 1885, le terme « Neo-Lamarckism » pour qualifier les conceptions de l’école transformiste américaine expliquant l’évolution comme une actualisation des vues de Lamarck. La même année 1885, le paléontologue Edward D. Cope (1840-1897) introduisit l'expression « néo-lamarckisme » pour marquer son rejet de la théorie de Weismann et des variations non adaptatives de Darwin.

### L'anatomie comparée
- Georges Cuvier (1769-1832)[36] est parmi les fondateurs de l'anatomie comparée moderne. Cuvier considère l'anatomie comparée comme la science de l'organisation animale. Il énonce le principe de subordination des organes et de la loi de corrélation des formes.

### L'âge d'or de l'illustration naturaliste
- John James Audubon (1785-1851) parcourt l'Amérique du Nord pendant trente-cinq ans, du Labrador à la Louisiane. Il accumule notes, dessins et aquarelles. Ses quatre volumes sur Les Oiseaux d'Amérique paraissent entre 1827 et 1838.
- John Gould (1804-1881) commença à être taxidermiste pour la Société zoologique de Londres nouvellement formée et voyagea sur une vaste étendue en Europe, en Asie et en Australie. Il publia 41 ouvrages sur les oiseaux comportant 2999 illustrations exécutées avec une extrême précision par une équipe d'artistes peintres, dont sa femme.
- Edward Lear (1812-1888) travailla comme dessinateur animalier et fut surtout réputé en tant qu'artiste peintre d'oiseaux. Ses Illustrations de la famille des Psittacidae furent publiées en 1832.

### La biologie au service de la compréhension du monde
- Karl Ernst von Baer (1792-1876) étudie l'embryologie des mammifères. En 1828, il formule la « loi des ressemblances embryonnaires » relative aux Vertébrés.

Le botaniste russe Pavel Gorianinov (1796-1865) développe, en 1834, un système universel de la Nature sous une forme graphique en anneaux concentriques.
En s'appuyant sur leurs observations faites au microscope, Matthias Jakob Schleiden (1804-1881), chez les plantes en 1838, et Theodor Schwann (1810-1882), chez les animaux en 1839, fondent la théorie cellulaire, selon laquelle la cellule est l'unité élémentaire universelle des êtres vivants (animaux et végétaux).
En 1860, John Hogg (1800-1869) ajoutait, aux trois règnes (animal, végétal, minéral) de Linné, un « quatrième règne de la nature » Regnum Primigenum, regroupant des êtres vivants, les protoctistes Protoctista, qui ne sont ni des animaux ni des vegétaux mais représentent les « premiers êtres » comportant les Protozoaires, ancêtres des animaux et les Protophytes, ancêtres des végétaux.

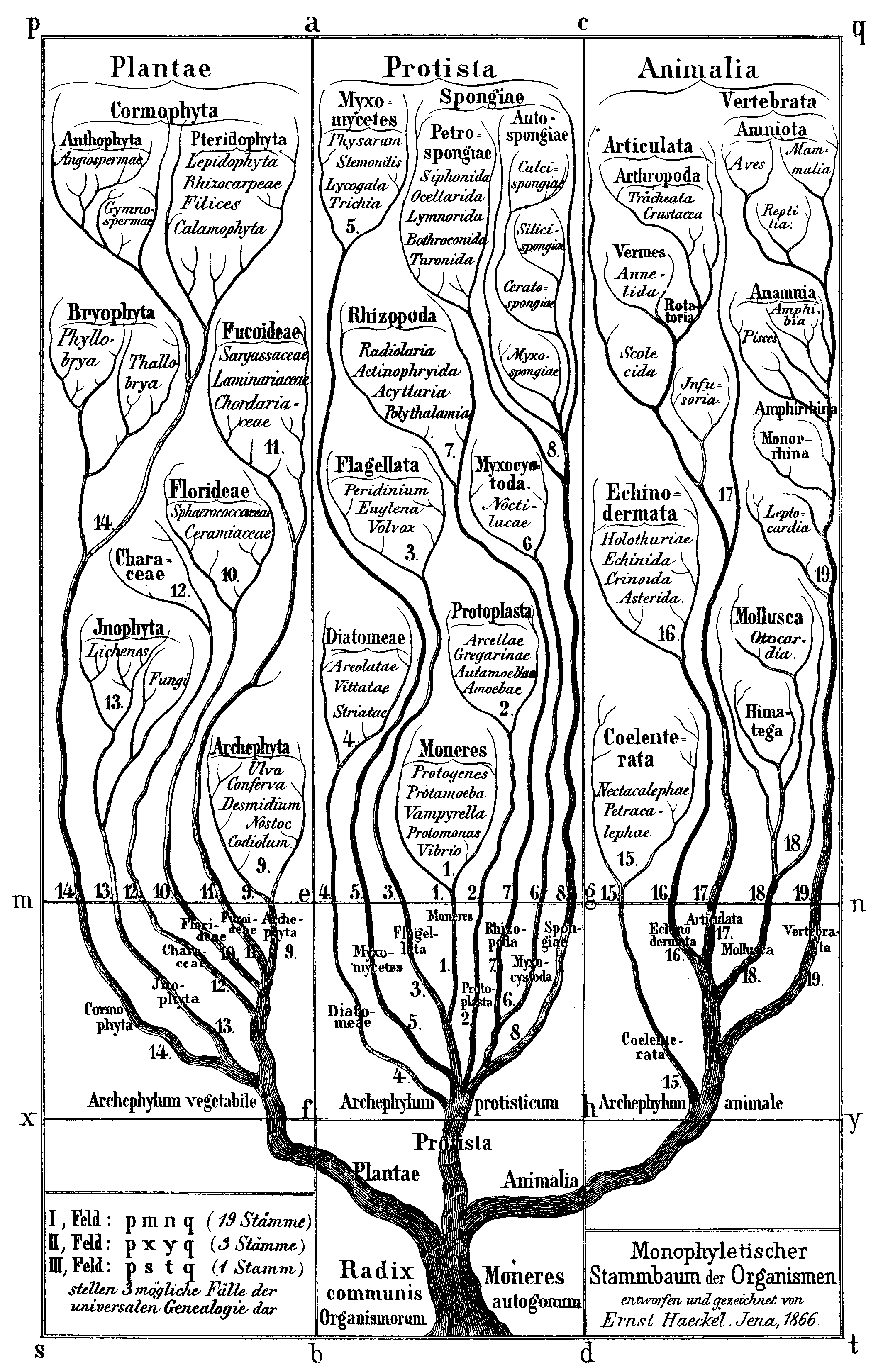
Arbre du vivant avec trois règnes selon Haeckel (1866).

Influencé par les travaux de Darwin sur l'évolution, Ernst Haeckel (1834-1919) fut le premier savant à dresser, en 1866, un arbre généalogique ou arbre phylogénétique du monde vivant avec trois royaumes, les Animaux (Animalia), les Plantes (Plantae) et les Protistes (Protista), descendant d'une seule et même origine.
Le naturaliste allemand plaçait dans le règne des Protistes tous les êtres vivants ne répondant pas aisément aux critères définissant alors, au XIXe siècle, les organismes animaux et végétaux.
Dans ce règne, se trouvèrent ainsi réunis l'ensemble des algues et des champignons unicellulaires, les protozoaires, mais aussi les bactéries.
Ainsi Haeckel et également le paléontologue français Albert Gaudry (1827-1908) sont, en 1866,, les premiers artisans de la représentation classique de la filiation des espèces sous la forme d'un arbre, l'arbre phylogénétique suivant le croquis de Darwin, unique illustration figurant dans De l'Origine des espèces (1859).
En 1878, Charles-Emmanuel Sédillot (1804-1883) invente le mot microbe.
Claude Bernard (1813-1878) établit les lois de la physiologie générale dans les Leçons sur les phénomènes de la vie communs aux animaux et aux végétaux, publiées en 2 tomes, en 1878 et 1879, à partir des données comparées de la physiologie animale et de la physiologie végétale.
- La biologie moderne commence avec Louis Pasteur (1822-1895). Son œuvre scientifique, réellement gigantesque, pose les bases de quelques-unes des disciplines majeures de la biologie du XXe siècle en particulier la microbiologie, la virologie, la bactériologie, l'immunologie, la biochimie métabolique et les études sur l'origine de la vie. La gloire de Pasteur repose essentiellement sur les résultats de ses recherches appliquées. En effet, il a découvert l'omniprésence des germes bactériens dans la nature et proposé la stérilisation partielle des aliments (la pasteurisation), l'asepsie chirurgicale et l'hygiène pour lutter contre les effets nocifs des microbes pathogènes.

La microbiologie agronomique, étudiant les maladies des plantes, les bactéries du sol, émerge avec les découvertes de Martinus Willem Beijerinck (1851-1931).

### L'émergence de la conscience des menaces sur l'environnement
L'un des premiers savants à proclamer la nécessité de protéger la nature a été Alexander von Humboldt (1769-1859). Humboldt fut le premier à établir un lien entre un environnement spécifique et les plantes et animaux qui y vivent.
Partisan de la gestion avisée des ressources naturelles et de leur conservation, George Perkins Marsh (1801-1882) réalise la première analyse globale de l'impact de l'humanité sur l'environnement, dans un ouvrage paru en 1864 et intitulé Man and Nature: Or, Physical Geography as Modified by Human Action (« L'homme et la nature, ou géographie physique modifiée par l'action de l'homme »).
Les voyages de George Catlin (1796-1872) dans l'ouest des États-Unis lui font prendre conscience des menaces sur la nature. Il est le premier à imaginer la création de grands parcs nationaux.
Créé en 1872 aux États-Unis, par une loi promulguée par le Général Grant, le Yellowstone est le plus ancien parc national du monde.
Le naturaliste américain d'origine écossaise John Muir (1838-1914) milite pour la protection de la nature, notamment en Californie.

### Gregor Mendel et les débuts de la génétique
Les travaux de Charles Naudin (1815-1899) sur les hybrides du règne végétal, vers 1860, annoncent ceux de Mendel.
Vers 1865, le moine tchèque Gregor Mendel (1822-1884) commence à féconder artificiellement des fleurs blanches de Pois avec du pollen de Pois à fleurs rouges et à observer la couleur des Pois des générations suivantes. Il pose ainsi les bases d'une science nouvelle, la génétique.
Mendel publie, en 1866 sous l'autorité de la Société des sciences naturelles de Brünn, l'énoncé des lois de l'hybridation et de transmission des caractères héréditaires qu'il a établies en observant le résultat de croisements entre diverses variétés de Pois.
Passées inaperçues, ces lois seront redécouvertes, à la fin du XIXe siècle, notamment par Hugo de Vries (1848-1935) à qui l'on doit la découverte des mutations qu'il considérait comme le seul moteur de l'évolution (d'où le nom de mutationnisme donné à sa thèse).
Cette redécouverte en 1900 fut indépendante de celles qu'effectuèrent à la même époque, isolément, le botaniste allemand Carl Correns (1864-1933) et son homologue autrichien Erich von Tschermak (1871-1962).

## XXesiècle

### L'ornithologie
L'étude des animaux (ici des oiseaux en particulier) sera poussée par les français Jean Delacour et René d’Abadie, dont les travaux seront internationalement reconnus.

### L'hérédité chromosomique et la structure en double hélice de l'ADN
T.H. Morgan (1866-1945) contribua en 1915 à la validité de la théorie chromosomique de l'hérédité et montra que l'évolution des espèces a un fondement génétique. À partir d'expériences sur la Drosophile, il apporte une contribution majeure à la génétique en montrant que les chromosomes sont le support matériel des gènes, responsables de la production des caractères héréditaires. Il reçoit le Prix Nobel de physiologie ou médecine, en 1933, pour ses découvertes sur le rôle joué par les chromosomes dans l'hérédité.
Le rôle important joué par les chromosomes dans l'hérédité a conduit O. Hertwig à énoncer en 1918 la loi de constance, pour chaque espèce, du nombre de chromosomes.
O.T. Avery, C. MacLeod et M. McCarty démontrent en 1944 que la substance chimique constituant le patrimoine génétique est l'acide désoxyribonucléique (ADN). L'ADN, acide nucléique caractéristique des chromosomes, devient le support matériel de l'hérédité.
En 1953, paraît dans la revue anglaise Nature la publication biologique la plus révolutionnaire depuis L'Origine des espèces de Charles Darwin. Cette courte publication présente le modèle en double hélice pour la structure de l'acide désoxyribonucléique ou ADN et esquisse en quelques lignes les conséquences génétiques de cette structure. Elle est le fait de deux jeunes chercheurs, l'Anglais Francis Crick (1916-2004) et l'Américain James Watson (né en 1928). Ce travail leur valut le Prix Nobel de physiologie ou médecine en 1962.

### La théorie synthétique de l'évolution
Les premières tentatives pour établir une théorie unificatrice des idées de Darwin et de Mendel ont été réalisées par modélisation mathématique, au sein de la génétique des populations, vers 1930 par trois biologistes statisticiens : R. Fischer en 1930, S. Wright en 1931, J.B.S. Haldane en 1932.
Une deuxième synthèse est ensuite survenue dans un cadre pluridisciplinaire dans la mesure où la théorie synthétique de l'évolution représente la synthèse des données de la génétique, de la systématique et de la paléontologie, avec la théorie formulée par Darwin. Le processus de « microévolution » des variantes génétiques, au sein du patrimoine génétique des populations d'une espèce, poursuivi suffisamment longtemps, conduit graduellement et sous le contrôle de la sélection naturelle à la « macroévolution », c'est-à-dire à la formation d'espèces nouvelles, et même à la « mégaévolution », l'apparition de types structuraux nouveaux. L'accord sur les principes fondamentaux de la théorie synthétique de l'évolution intervient entre les biologistes de diverses tendances de 1937 à 1944 : le généticien russe émigré aux États-Unis T. Dobzhansky, le biogéographe systématicien allemand émigré aux États-Unis E. Mayr et le paléontologue américain G.G. Simpson.
L'appellation « théorie synthétique de l'évolution » se réfère à un ouvrage de J.S. Huxley publié en 1942.
La théorie synthétique de l'évolution est entérinée par la communauté scientifique en 1947 lors du congrès de Princeton, aux États-Unis, sur la génétique, l'évolution et la paléontologie. Les comptes-rendus de ce congrès furent publiés en 1949.
D'autres naturalistes ont contribué à élargir le modèle évolutionniste en le consolidant à la zoologie et à la botanique, tels le zoologue allemand B. Rensch et le botaniste américain G.L. Stebbins.

### L'apport de la génétique pour la classification: l'exemple des oiseaux
La Taxinomie Sibley-Ahlquist, publiée en 1991, repose sur des hybridations d'ADN "in vitro". Bouleversant complètement les précédentes classifications des oiseaux, elle a été adoptée assez rapidement en Amérique, beaucoup plus lentement en Europe avec de fortes réticences en particulier dans le monde francophone.

### L'étude des continents
Les mouvements de la croûte terrestre ont de d'importance dans la répartition et l'évolution de la faune et de la flore.
Les conceptions sur les déplacements continentaux furent exposées pour la première fois par écrit en 1912 par le météorologue allemand Alfred Wegener (1880-1930). Son œuvre maîtresse Die Entstehung der Kontinente und Ozeane (« La genèse des continents et des océans ») est publiée en 1915. En 1910, le géologue américain Frank Bursley Taylor (1860-1938) avait supposé que l'Afrique et l'Amérique du Sud, autrefois jointes, s'étaient écartées l'une de l'autre, ce qui fait que l'on a parfois parlé de la théorie de Taylor-Wegener.
En 1937, le géologue sud-africain Alexander du Toit (1878-1948) modifia l'hypothèse de Wegener en suggérant l'existence de deux continents primordiaux : la Laurasia au Nord et le Gondwanaland au Sud.
L'hypothèse de la dérive des continents, qui permet de bâtir un système cohérent pour expliquer la répartition des espèces, a été confortée depuis par la théorie synthétique de la tectonique des plaques, énoncée en 1967-1968 par l'Américain William Jason Morgan, le Britannique Dan McKenzie et le Français Xavier Le Pichon.

### L'exploration des océans
En 1977, des sources hydrothermales étaient découvertes pour la première fois au large des Îles Galápagos, sur la dorsale Est-Pacifique, par le submersible américain Alvin, équipé pour la recherche dans les abysses. À l'époque n'étaient observées que des sources de fluide tiède, nommées sources diffuses, dont la température n'excède pas 30 °C. C'est pourtant dans des conditions pour le moins hostiles (par 2 500 mètres de fond, dans le noir le plus total) que vivent les communautés d'organismes découvertes le 17 février 1977,, par les océanographes Tjeerd van Andel (1923-2010) et Jack Corliss, le long de la dorsale médio-océanique du Pacifique, à l'est des Îles Galápagos.
Ce n'est que deux ans plus tard, le 21 avril 1979 peu après la publication scientifique signée par onze auteurs, qu'ont été découverts les fumeurs noirs, dont le conduit central laisse échapper des fluides hydrothermaux à plus de 300 °C.
La découverte des sources hydrothermales, qui hébergent une population d'organismes vivants hautement spécialisés, prouve que la vie peut se développer sans photosynthèse et dans des conditions extrêmes de température et de pression.

### L'environnementalisme
La pratique de l'histoire naturelle va être complètement bouleversée par la prise de conscience des problèmes environnementaux. Plusieurs étapes sont significatives :
- 1913 : publication de l'ouvrage Our Vanishing Wild Life de William T. Hornaday (1854-1937), un plaidoyer pour la conservation de la faune américaine, qui dénonce les ravages des activités humaines, notamment la chasse, sur la faune, appelant à légiférer pour sa protection.
- 1948 : fondation de l'UICN.
- 1960 : la Société d'acclimatation, société savante créée en France en 1854, prend la dénomination de Société nationale de protection de la nature[60].
- 1961 : fondation du WWF.
- 1962 : parution de Silent Spring de Rachel Carson (1907-1964) qui dénonce l'impact du DDT sur la vie sauvage.
- 1965 : parution d’Avant que nature meure de Jean Dorst (1924-2001) qui prend la mesure des problèmes rencontrés par la faune et la flore et dresse le tableau de la protection de la nature.
- 1970 : année européenne de la nature[61].
- 1973 : signature de la Convention de Washington sur le commerce international des espèces sauvages (CITES).
- 1985 : apparition du terme de biodiversité.
- 1995 : parution de The Sixth Extinction de Richard Leakey et Roger Lewin qui parlent de « sixième extinction » à propos de l'action humaine sur la faune et la flore[62].

## XXIesiècle
Les progrès très rapides de la biologie et des disciplines qui en sont issues, comme les biotechnologies et la thérapie génique, suscitent de grands espoirs mais aussi des interrogations bioéthiques voire des oppositions.
L'extinction des espèces et la disparition des écosystèmes rend la biosphère plus pauvre en vie sauvage et son équilibre plus vulnérable. De par toutes les conséquences qui en découlent, l'impact de l'homme sur la vie sauvage est devenu si significatif qu'en 2002 Paul Crutzen suggère le début d'une nouvelle ère géologique : l'Anthropocène,.
Des grandes expéditions scientifiques de terrain sont organisées, sur terre et en mer, pour revisiter la Planète et recenser une biodiversité négligée, avec les outils du XXIe siècle (la photo numérique, le séquençage de l'ADN) afin d'alimenter les bases de référence qui servent aux relevés d'inventaire en taxonomie.